# Fritz Neidholdt
Fritz Neidholdt (Sankt Kilian, 16 novembre 1887 – Belgrado, 5 marzo 1947) è stato un militare tedesco noto soprattutto per essere stato, dal 1942 al 1944, il comandante della 369ª Divisione di Fanteria Croata, un'unità composta da personale croato e tedesco al servizio della Germania nazista.
La divisione da lui comandata era nota soprattutto per la sua brutalità, che le valse il soprannome di "Divisione del Diavolo". Dopo la fine della seconda guerra mondiale, Neidholdt fu estradato in Jugoslavia nel 1947 dove fu condannato come criminale di guerra, condannato a morte e giustiziato tramite fucilazione.

## Biografia

### Primi anni
Fritz Neidholdt nacque il 16 novembre 1887 nella cittadina di Sankt Kilian, vicino a Schleusingen, situata all'estremità meridionale della Selva di Turingia, nella parte centro-orientale dell'Impero tedesco, da un padre pastore protestante e da una madre casalinga.

### Carriera militare

#### Prima guerra mondiale
Dopo aver conseguito il diploma di scuola primaria e secondaria, Neidholdt si arruolò nell'Esercito Reale Prussiano (Königlich Preussische Heer) il 30 agosto 1907 come cadetto. All'inizio della Prima guerra mondiale, Neidholdt e il suo reggimento furono inviati sul fronte occidentale, dove partecipò all'assedio di Namur. All'inizio del 1915, la sua unità fu inviata a combattere le forze imperiali russe nei pressi di Bzura. Quando, finita la guerra, la Reichswehr divenne la Wehrmacht, si ritirò dall'esercito il 21 maggio 1935.

#### Seconda guerra mondiale

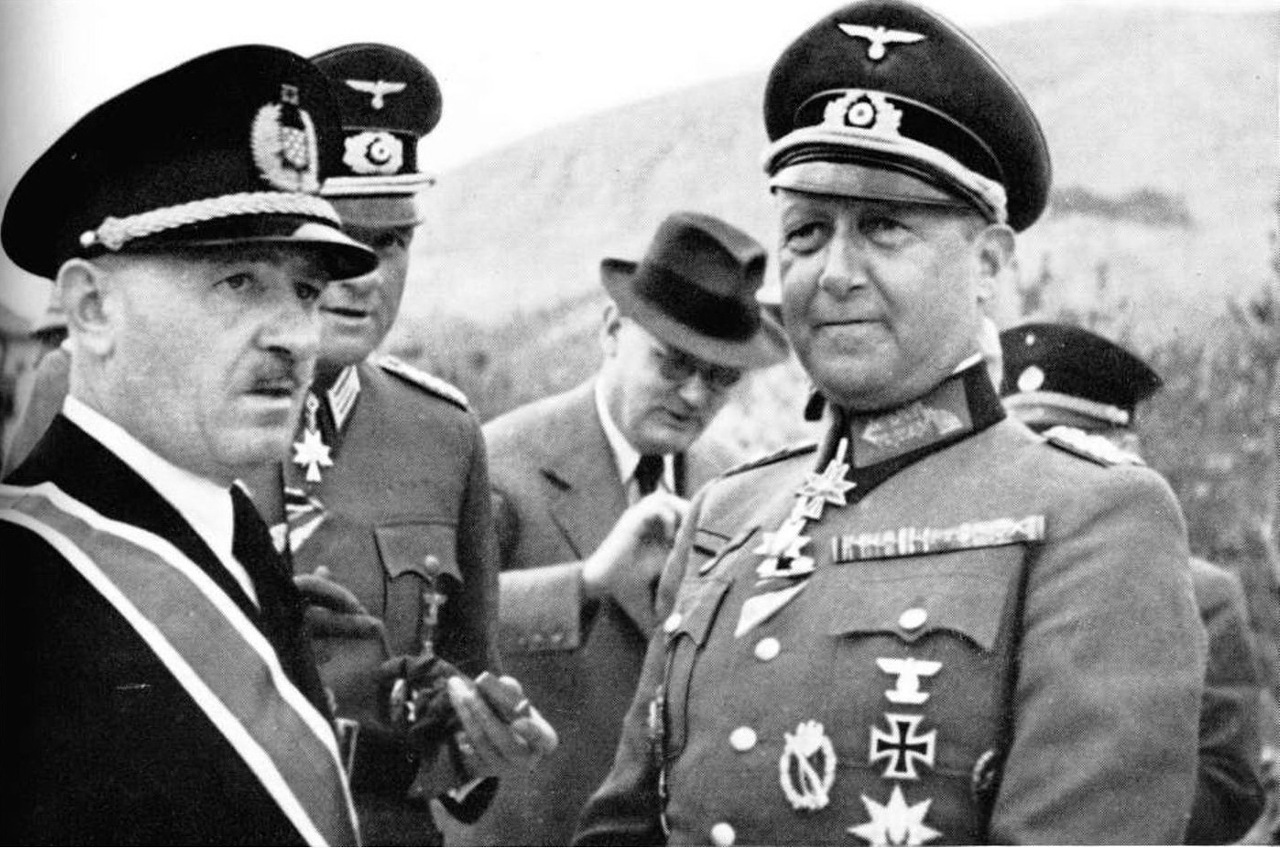
Fritz Neidholt (a sinistra) insieme al primo ministro croato Nikola Mandić

Il 1º dicembre 1938 fu richiamato come ufficiale nell'esercito e nella primavera del 1940 guidò un reggimento sul fronte occidentale, poi comandò un reggimento di fanteria per un breve periodo in Polonia prima di finire nella lista di riserva dell'alto comando dell'esercito. Il 1º ottobre 1942, Neidholdt fu promosso maggior generale e nominato comandante della nuova 369ª Divisione di Fanteria Croata, un'unità legionaria composta da volontari dello Stato indipendente di Croazia e soldati tedeschi, con sede in Jugoslavia. La divisione fu dispiegata nei Balcani contro i partigiani jugoslavi all'inizio del 1943, invece che sul Fronte Orientale come originariamente previsto. Sotto il comando di Fritz Neidholdt, la divisione prese parte alla Battaglia della Neretva nella Bosnia settentrionale dove, inesperta di guerriglia, divenne famosa per la sua estrema brutalità, per la quale assunse il soprannome di Divisione del Diavolo. La divisione prese poi parte alla Battaglia della Sutjeska nel Montenegro settentrionale e nella Bosnia meridionale, dove riportò il maggior numero di perdite di tutte le unità impegnate. Infatti, secondo lo storico britannico Ben H. Shepherd, l'unico modo in cui la divisione da lui comandata si distinse fu il numero di civili uccisi. Il 1º ottobre 1943, Neidholdt fu promosso tenente generale. L'11 settembre 1944, su ordine diretto di Fritz Neidholdt, la 369ª divisione distrusse i villaggi di Zagniezde e Usora, impiccando tutti gli abitanti uomini e allontanando tutte le donne e i bambini. All'inizio di ottobre 1944 lasciò il comando della 369ª divisione di fanteria. Tuttavia, Neidholdt fu catturato l'8 maggio 1945 e processato come criminale di guerra durante il quarto processo dei processi per crimini di guerra in Jugoslavia insieme a Alexander Löhr, Josef Kübler, Johann Fortner, Adalbert Lontschar, Gunther Tribukait e August Schmidhuber. Tutti furono condannati a morte e fucilati, dopo che le richieste di clemenza furono respinte.